# Jizerské podhůří
Jizerské podhůří je dobrovolný svazek obcí v okresu Liberec, jeho sídlem je Chrastava a jeho cílem je vzájemná spolupráce a koordinace činností v oblasti rozvoje regionu. Sdružuje celkem 3 obce a byl založen v roce 1999.

## Obce sdružené v mikroregionu
- Oldřichov v Hájích
- Nová Ves
- Mníšek